# Volano
Volano é uma comuna italiana da região do Trentino-Alto Ádige, província de Trento, com cerca de 2.798 habitantes. Estende-se por uma área de 10 km², tendo uma densidade populacional de 280 hab/km². Faz divisa com Calliano, Nomi, Pomarolo e Rovereto.